# Боголюбская церковь
Церковь Боголю́бской иконы Божией Матери — православный храм в Лесном городке (современная территория города Пушкино) Московской области. Приход храма входит в состав Пушкинского благочиния Московской областной епархии Русской православной церкви. Каменное здание построено в 1906—1912 годах по проекту архитектора Карла Гиппиуса. Колокольня возведена в 1999—2007 годах.

## История
Первый деревянный храм был построен архитектором Николаем Васильевичем Никитиным в 1874 для нужд состоятельных жителей Лесного городка — дачного поселка рядом с Московско-Ярославской железной дорогой. Практически одновременно, в 1875 году, по проекту того же Никитина рядом был построен небольшой теплый (зимний) храм во имя Сошествия Святого Духа. Владельцы 60 дач обосновали необходимость в новом храме тем, что ближайший Никольский храм села Пушкино летом в праздничные дни переполнен крестьянами из окрестных деревень.

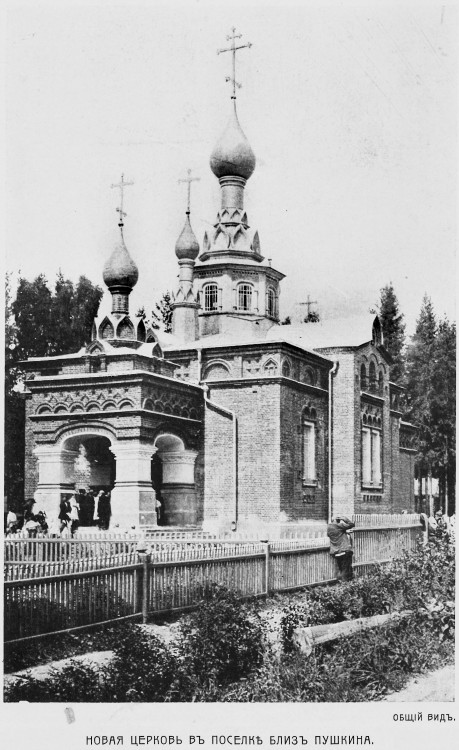
Каменный храм после постройки

Каменный храм Сошествия Святого Духа был построен в 1906—1912 году на средства промышленника М. С. Шарикова по проекту К. К. Гиппиуса рядом с предназначенным к слому деревянным теплым храмом, чтобы стать его заменой. Причиной послужила теснота тёплого храма в зимнее время. Расширение деревянного храма оказалось невозможным: деревянное здание оказалось бы тогда слишком близко к другим строениям. При строительстве использовался новый материал, железобетон. Церковь была освящена лишь 13 июля 1914 года.
После революции в храме Боголюбской иконы Божией Матери неоднократно совершал богослужения Святейший Патриарх Тихон. В клиросе Боголюбского храма пел Шаляпин.
В 1922 году деревянный теплый храм перевезли в Новую деревню и переосвятили в честь Сретения Господня (сейчас Церковь Сретения Господня в Новой Деревне).
В 1936 году каменный храм закрыли, служившего в нём протоиерея Николая Дегтярева отправили в ссылку. Здание храма использовали под клуб, затем под военкомат, а с 1942 года — под хлебозавод. По свидетельствам работников, власти более 30 лет постоянно пытались закрасить икону Боголюбской Божией Матери, написанную на внутреннем своде храма, но каждый раз она вновь проступала из-под слоя краски. В итоге в 1977 году икону удалили вместе со штукатуркой. Деревянная Боголюбская церковь была перестроена в общежитие, и в итоге снесена в 1984 году.
С 1990 года начался процесс передачи погоста верующим. По этому случаю 27 февраля 1990 года на заднем дворе церкви состоялся первый молебен. 15 февраля 1993 года было выпущено Постановление Главы администрации Московской области «О передаче здания памятника архитектуры церкви Боголюбской иконы Божией Матери в г. Пушкино». После выхода постановления, с 17 апреля 1993 года на территории погоста стали проводить регулярные богослужения, тогда как в основном здании храма ещё некоторое время продолжал действовать хлебозавод. После того помещения были освобождены от прежних хозяев начался процесс восстановления здания, установка купола и креста на церкви состоялась 17 октября 1995 года. С Пасхи 1997 года богослужения совершаются в восстановленном храме.
Весной 1999 года началось строительство колокольни. 2 августа 1999 года на праздник пророка Ильи заложили первый камень. А 30 ноября 2004 года на колокольне были установлены купола и кресты.
В апреле 2007 года получено благословение на строительство Никольского храма на территории Боголюбской церкви.

## Современное состояние

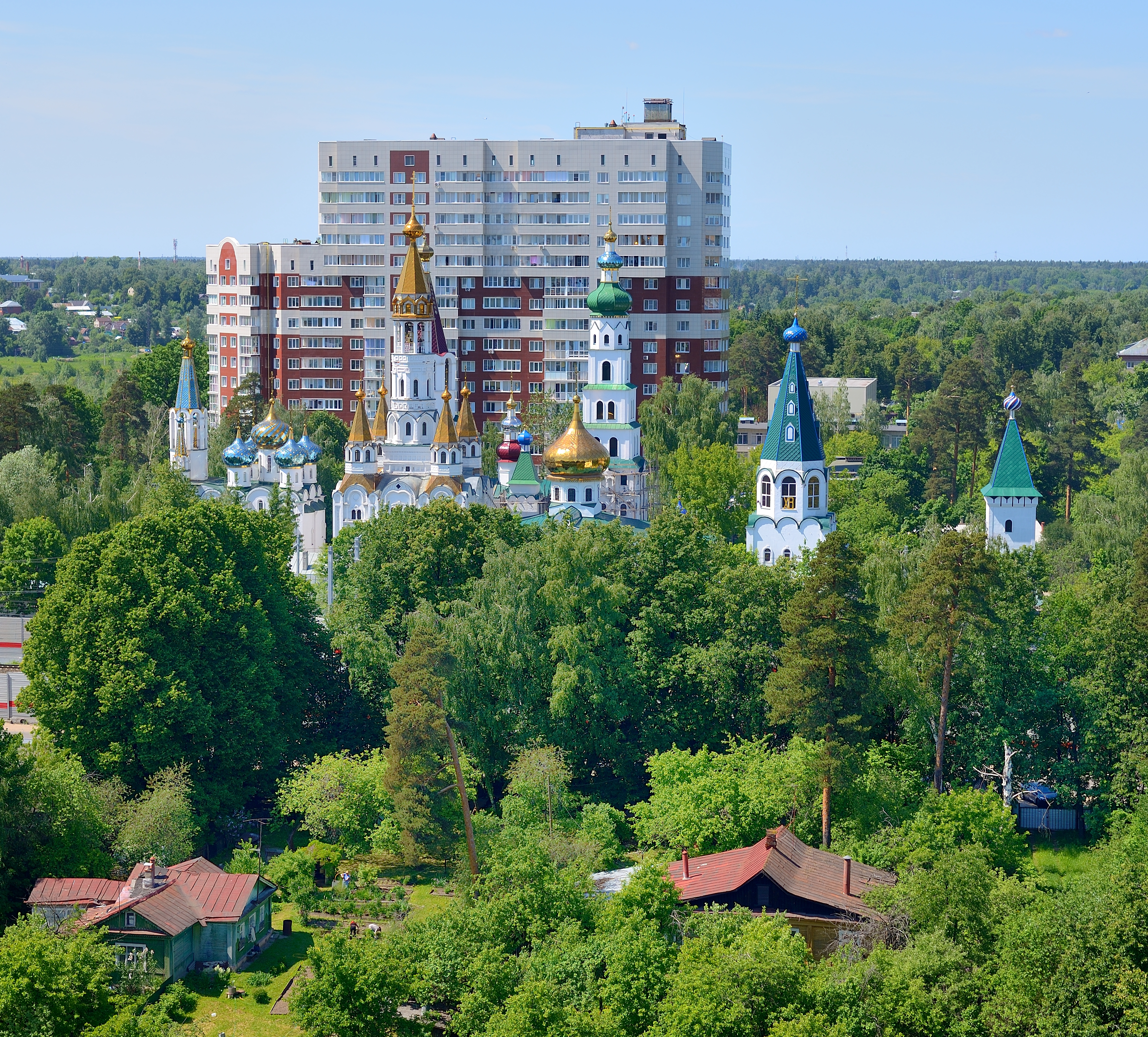
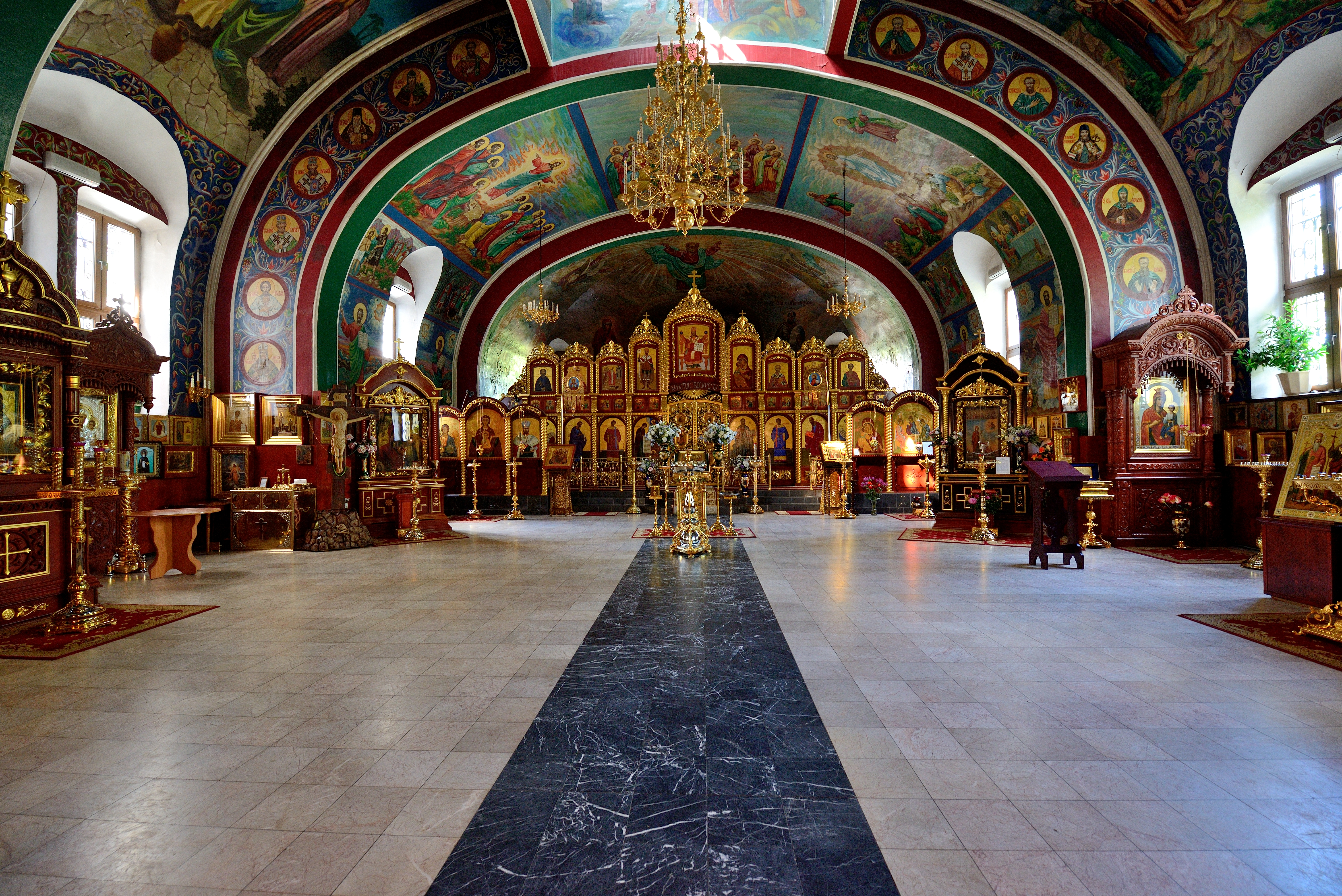